# Jean-Antoine Roucher

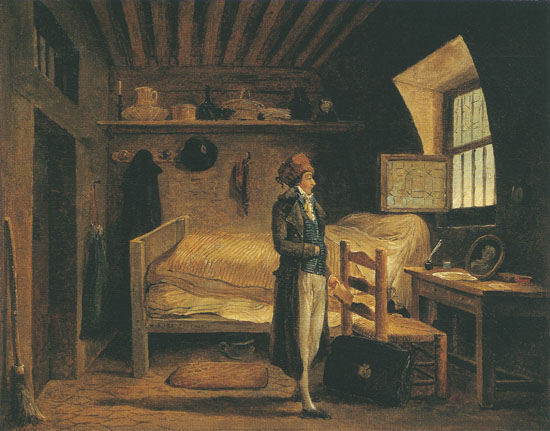
Un cuadro de Hubert Robert le representa en su celda algunos días antes de su ejecución. Está titulado "Jean-Antoine Roucher preparándose para su paso desde Saint-Pélagie a Saint-Lazare.

Jean-Antoine Roucher (1745-1794) poeta francés nacido en Montpellier.
Nacido en una familia de artesanos amantes de las bellas artes, su padre lo inició muy joven en los autores clásicos. 
Después de sus estudios en el seminario de Jesuitas en Montpellier, fue llamado a Versalles por su tío el abad Gros de Besplas. Su poema La France et l'Autriche au temps de l'hymen le recabó los favores del ministro Turgot, que le concedió la recaudación de gabelas en Montfort-l'Amaury, convirtiéndole así en aristócrata, lo que le permitió continuar dedicado a la poesía.
Su obra más conocida es su poema pastoral en doce cantos titulado Los Meses. 
Jean Antoine Roucher forma parte de los poetas que cuestionaron la rigidez del alejandrino clásico.
Se enfrentó al crítico Jean-François de La Harpe, y rechazó los compromisos que este le proponía a cambio de su admisión en la Academia Francesa, hecho que La Harpe nunca le perdonó.
Durante la revolución, escribió varios artículos antirrevolucionarios que fueron suficientes para ser arrestado bajo el Terror. Fue encarcelado en la Prisión Saint-Lazare, que compartió con el pintor Hubert Robert, que le hizo varios retratos, y el escritor André Chénier. Chérnier y Roucher fueron víctimas de la represión contra una supuesta conspiración de las prisiones. Ambos fueron juzgados, condenados a muerte y guillotinados el 25 de julio de 1794 (7 thermidor año II). En la carreta que les llevaba a la guillotina, se intercambiaron versos de la obra Andrómaca: «Sí, ya que pierdo un amigo tan fiel...». Fue inhumado en el cementerio de Picpus.
Durante su encarcelamiento, revisó su primera traducción de La riqueza de las naciones, de Adam Smith, realizada en 1790. Su acta de acusación, firmada por Fouquier de Tinville, lo describe como «aristócrata pestilente, asalariado de la lista civil, escritor en nómina del tirano, mercenario del partido austriaco. Presidente del club de la Sainte Chapelle, conspirador en el centro de detención de Saint-Lazare, para Roucher, enemigo del pueblo: la muerte». 
Le dedicó unos últimos versos a su familia, hoy conocidos como el Quatrain de Roucher: 

A mi esposa, a mis hijos, a mis amigos:
No os sorprendáis, objetos sagrados y dulces,
Si cierto aire de tristeza oscurece mi rostro.
Cuando un sabio lápiz dibujaba esta imagen
Yo esperaba al patíbulo y pensaba en vosotros

La emotiva correspondencia que mantuvo en prisión con su familia y amigos, sobre todo con su hija Eulalia, fue recopilada después de su muerte y publicada con el título Consuelos de mi cautiverio. Esta obra constituye un valioso testimonio de la vida en las prisiones revolucionarias.
André Chénier, menos conocido en esa época, y Antoine Roucher, que murieron muy jóvenes, pueden ser considerados precursores del genio poético que conoció el siglo XVIII.